# Stare Miasto (Częstochowa)
Stare Miasto – dzielnica Częstochowy położona we wschodniej części centrum miasta, na lewym brzegu Warty. W czasie II wojny światowej na jej terenie znajdowało się getto. Jedynie część dzielnicy stanowi historyczne Stare Miasto o średniowiecznym rodowodzie. W jej granicach znajduje się część Alei Najświętszej Maryi Panny (I aleja) oraz plac Daszyńskiego. Najbardziej okazałą budowlą jest archikatedra Świętej Rodziny.

## Miasto lokacyjne
Średniowieczne miasto obejmowało przypuszczalnie obszar ograniczony od zachodu ulicami Warszawską i Krakowską, od wschodu – Wartą, od północy i południa zaś ulicami Spadek i Przesmyk. Miało kształt wydłużonego południkowo owalu, który na początku XVI wieku obwiedziony został murami z kamienia wapiennego. Miały one cztery bramy: od południa przy ul. Targowej, od północy przy ul. Senatorskiej, od wschodu przy wylocie ul. Mostowej nad Wartą, od zachodu w pobliżu kościoła św. Zygmunta i ówczesnego cmentarza (obecny plac Daszyńskiego).
Rynek miał pierwotnie wymiary 190 × 65 m (był znacznie bardziej wydłużony południkowo niż dziś: sięgał od ul. Mirowskiej po ul. Mostową). Z każdego jego rogu wychodziły dwie ulice. Aż do II wojny światowej Stary Rynek oddzielony był od ul. Warszawskiej dwoma rzędami zabudowań, między którymi biegła ul. Gęsia. Podczas likwidacji getta Niemcy spalili zachodnią pierzeję Starego Rynku oraz część domów przy ul. Senatorskiej.

## Miasto nowożytne
W dokumentach z 1564 i 1600 roku wymieniany jest ratusz i jatki (miejsce zarzynania trzód i bydła) na Starym Rynku. Ratusz i jatki widać też na szwedzkich mapach wojskowych z okresu potopu, nie zachowały się jednak do dzisiaj. Pod koniec XX wieku zarys ratusza i jatek wyłożono kocimi łbami. W 2006 na skutek samorzutnego wybicia przez auta dziury na środku rynku, odkryto podziemia pod jatkami.
Zachowane do dziś zabudowania Starego Miasta pochodzą z XVIII i (częściej) XIX wieku. Często wznoszone były na znacznie starszych, sklepionych kolebkowo piwnicach. Niejednokrotnie były znacznie przebudowywane.
Najbardziej warty uwagi jest parterowy dom przy ul. Mirowskiej 4 (dawniej Stary Rynek 31) z łamanym mansardowym dachem – dawna barokowa karczma ze sklepionymi piwnicami wybudowana w latach 1610–1612, kilka razy przebudowana.

## Przemysł
W 1889 w pobliżu ujścia Stradomki do Warty powstała włókiennicza Fabryka Etablissments Motte, Meillassoux et Caulliez (popularnie nazywano ją „Moty”). Oparta była na kapitale francuskim, a jej siedziba mieściła się w Roubaix. Dysponowała przędzalniami, tkalniami i farbiarniami wełny czesankowej. Później nosiła nazwy „Union Textile” i „Elanex”. Obecnie nieczynna. Na jej terenie, przy ul. Krakowskiej 80, siedzibę ma obecnie wiele instytucji i firm.
Przy ul. Krakowskiej znajduje się eklektyczny, wybudowany w 1909 dawny pałacyk Jeana Mottego, pierwszego właściciela fabryki. W pobliżu, przy ul. Mokrej, stoi kilka domów wybudowanych przed 1914 dla personelu fabrycznego.

## Inne ciekawe miejsca
- nieczynny browar z XIX wieku
- Muzeum Produkcji Zapałek
- Pałac Brassów - eklektyczny willowy budynek otoczony ogrodem z przełomu XIX i XX w. przy ul. Strażackiej 10
- Filharmonia Częstochowska im. Bronisława Hubermana
- Stadion Victorii Częstochowa
- Galeria Jurajska
- „zagłębie frytkowe” przy ul. Piłsudskiego
- dawna fabryka Warta

## Szkoły
- Wyższa Szkoła Lingwistyczna
- V Liceum Ogólnokształcące im. Adama Mickiewicza
- Niższe Seminarium Duchowne Archidiecezji Częstochowskiej

## Komunikacja
Dzielnica jest skomunikowana dziennymi liniami autobusowymi 10, 11, 12, 13, 14, 17, 20, 21, 23, 24, 26, 28, 30, 31 i 32. Nocną komunikację zapewniają linie autobusowe 81, 82, 83 i 84.

## Galeria

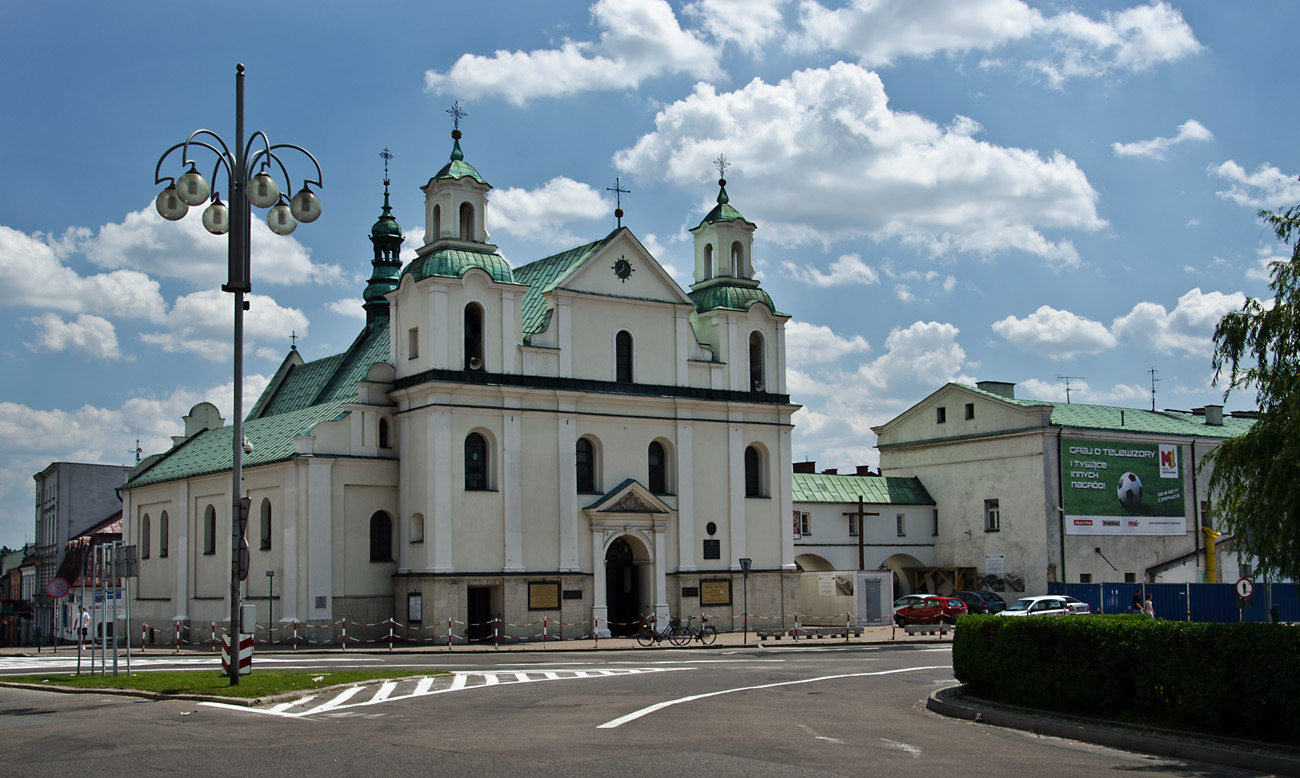
Kościół św. Zygmunta na Starym Mieście
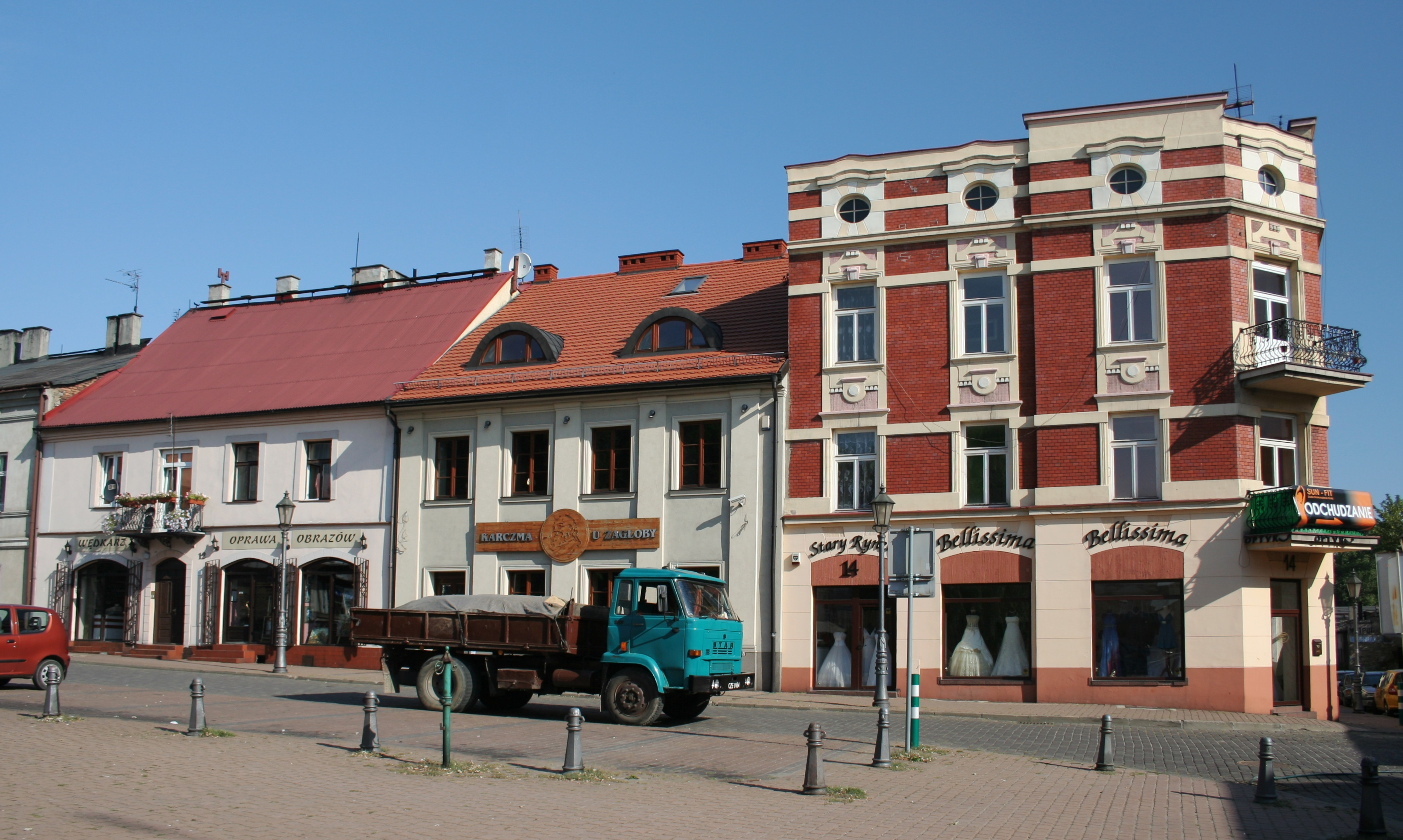
Stary Rynek - pierzeja północna
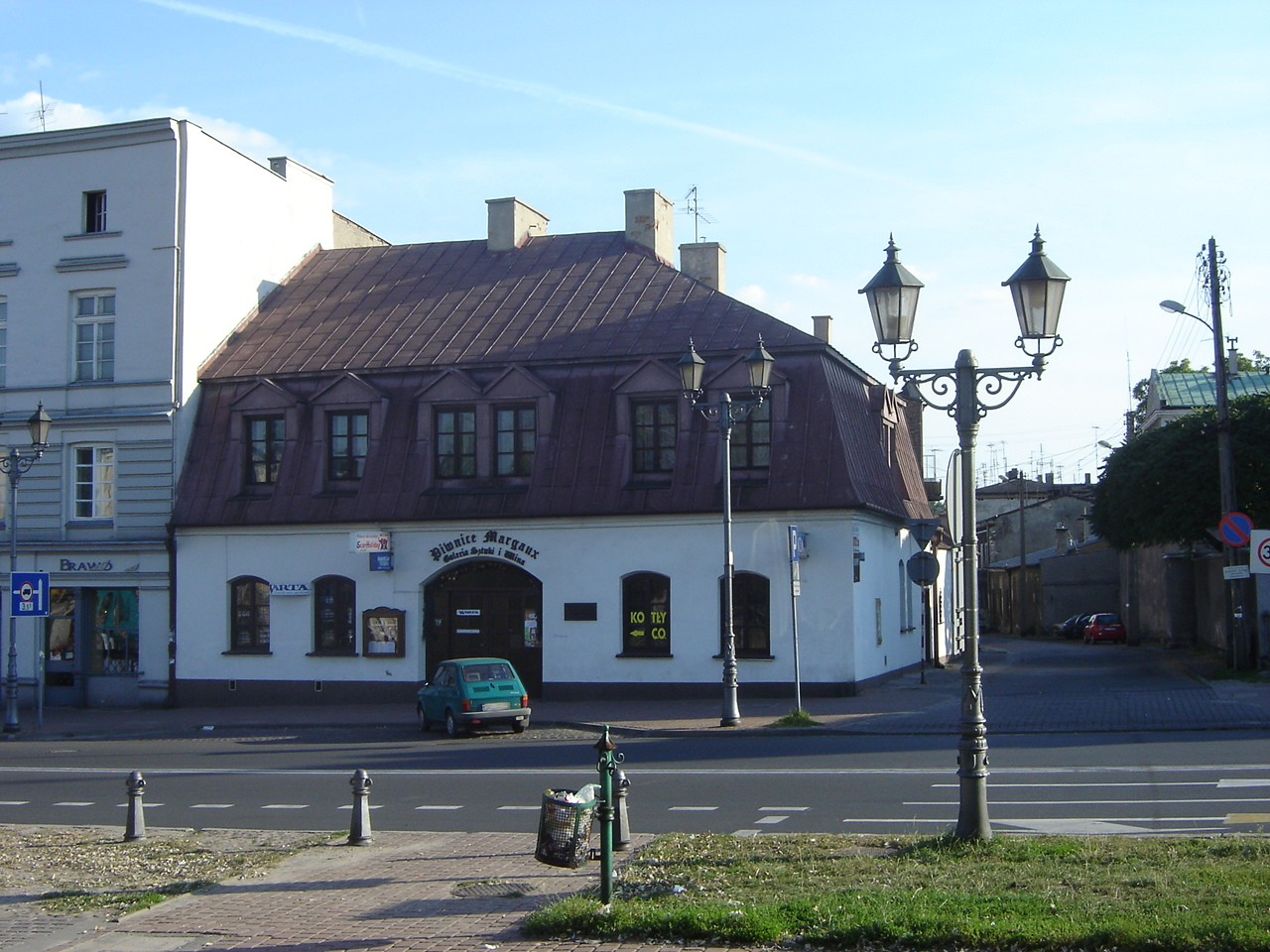
Dawna karczma przy ul. Mirowskiej (niegdyś południowej pierzei Starego Rynku)
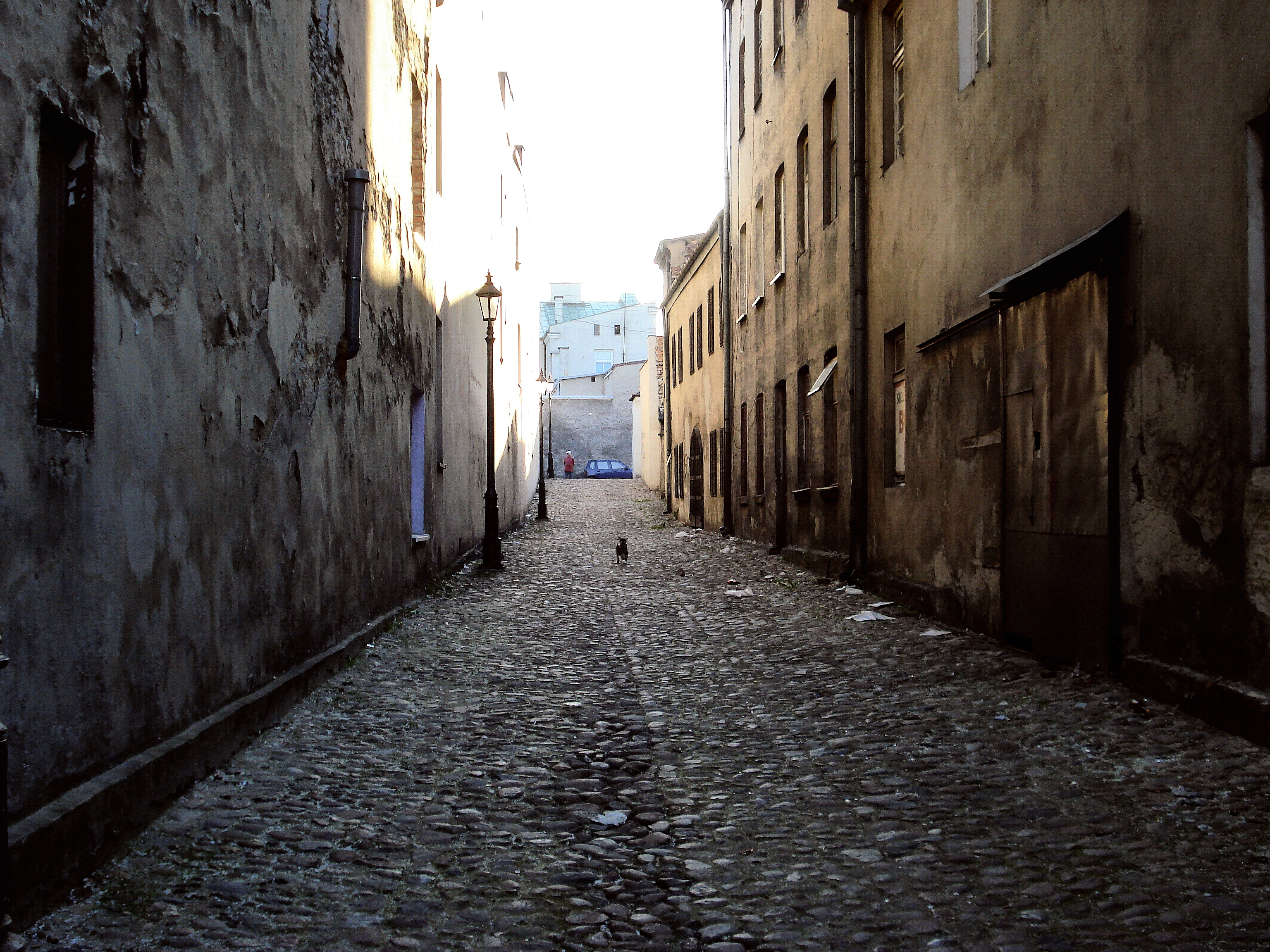
Ulica Graniczna
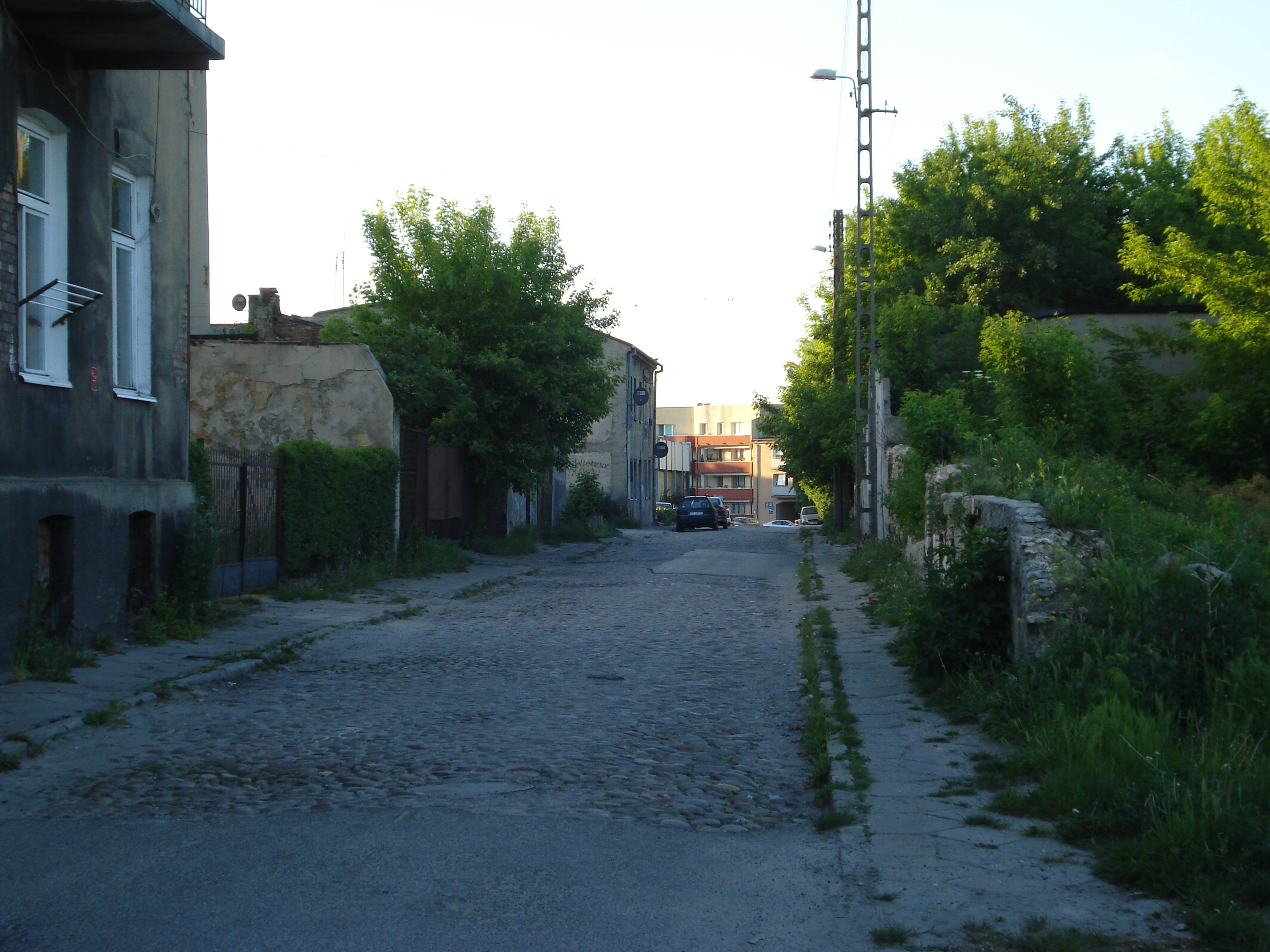
Ulica Senatorska